# Question romaine

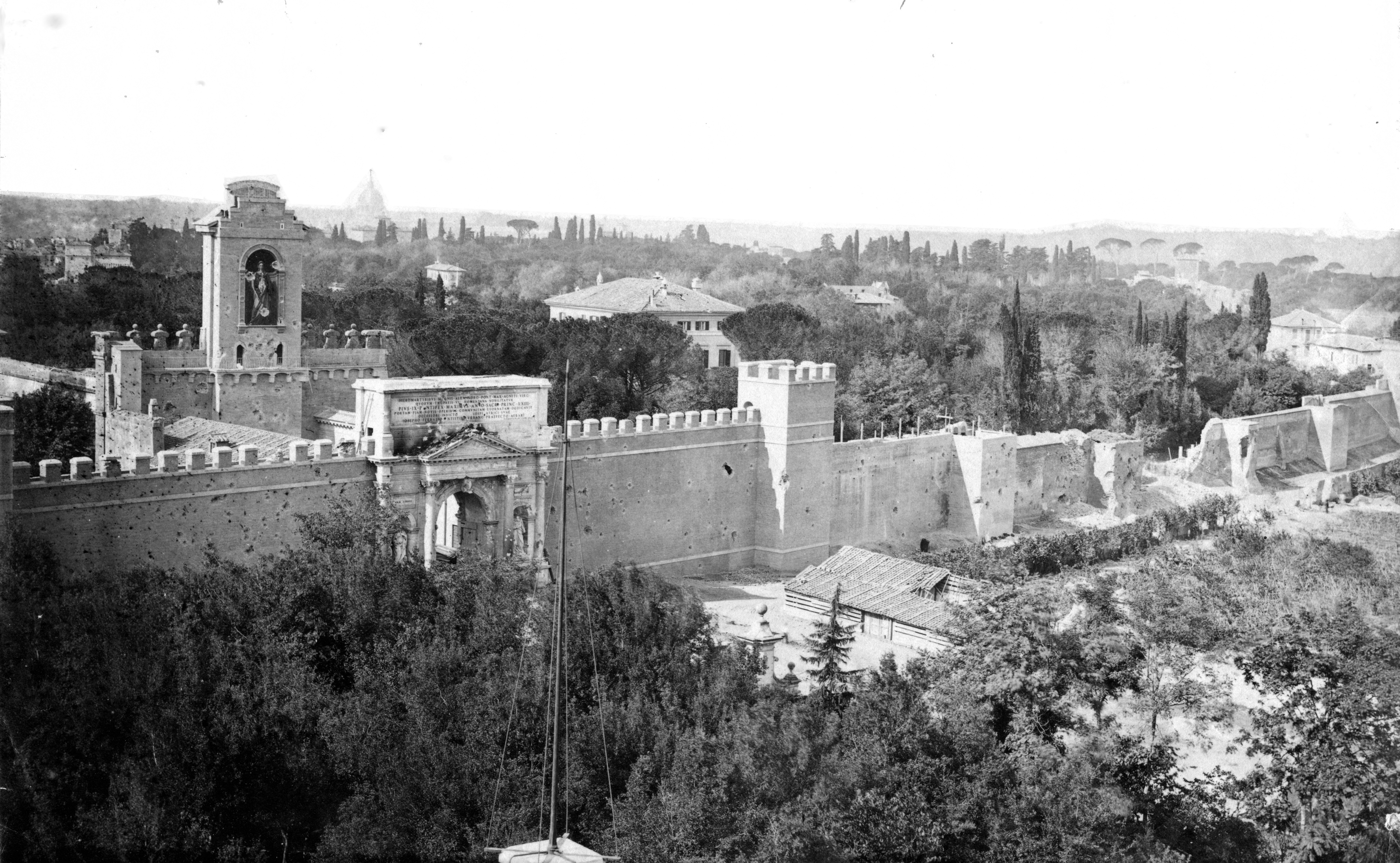
Photographie de septembre 1870 montrant la brèche de 12 mètres, à droite, entre la Porta Pia et la Porta Salaria, dans le mur d'Aurélien.

La question romaine (en italien : questione romana) est une controverse politique relative au statut de Rome, siège du pouvoir temporel du pape, mais aussi capitale du royaume d'Italie. Le conflit, entamé en 1870, s'achève en 1929 avec les accords du Latran.

## Le nouveau royaume d'Italie
À la suite d'un vibrant discours lors de la séance du 25 mars 1861 au parlement italien, Cavour déclare que Rome doit être la capitale nécessaire au royaume d'Italie : il rappelle les profondes raisons historiques de cette décision et affirme que la restitution de Rome à l'Italie et la fin du pouvoir temporel de l'Église ne provoquera aucune diminution de l'autorité des papes et de l'autonomie de leur magistère spirituel, et qu'au contraire, la papauté en retirera un plus grand prestige moral.
Rome est protégée par Napoléon III qui est, en même temps, le principal allié et protecteur du nouveau royaume d'Italie. Par la convention de septembre, signée en 1864, le gouvernement italien garantit l'autonomie des États pontificaux et fait transférer la capitale de Turin à Florence qui conservera ce statut de 1865 à 1871. Garibaldi, pour sa part, mène une action militaire qui vise la conquête de Rome et se conclut par la journée d'Aspromonte et la bataille de Mentana entre les troupes franco-pontificales et garibaldiennes (3 novembre 1867).
Cependant, la question romaine ne se limite pas au seul problème de l'annexion territoriale de Rome ; elle fait également référence à des divergences entre l'Église catholique romaine et le royaume d'Italie, notamment, dès 1849, en raison de l'opposition permanente du pape Pie IX au Risorgimento.
L'intransigeance papale dans l'affirmation de l'autonomie et de l'indépendance des États pontificaux a de dures conséquences :
- En Italie, trois conséquences négatives pour le catholicisme : d'abord, une forte augmentation de l'anticléricalisme, puis le manque de représentativité des catholiques dans la vie politique nationale dû à l'ordre donné aux catholiques de ne pas participer aux élections, impliquant la nécessaire laïcisation des institutions du Royaume d'Italie ; ensuite, l'Italie est divisée en deux pendant trente ans, et enfin, tout ce qui se produit hors du champ confessionnel apparaît comme imputable à la politique de Pie IX contre la volonté uniciste des Italiens.
- À l'étranger, toute la vie de l'Église est conditionnée au XIXe siècle par la question romaine et la nécessité de garantir une pleine liberté au pape, ce qui prévaut sur tous les autres problèmes.

## L'annexion de Rome
En 1870, quelques semaines après la chute de Napoléon III, à la suite de la bataille de Sedan, l'armée italienne, composée de 50 000 hommes, emmenée par Raffaele Cadorna entre dans Rome par la porte Pia. Le 20 septembre, Rome capitule et le royaume d'Italie procède à l'annexion de ce qui reste des États pontificaux, c'est-à-dire la région du Latium. Le pape Pie IX est contraint de se réfugier au Vatican et se considère alors comme prisonnier. Par la loi no 33 du 3 février 1871, la « Ville éternelle » devient officiellement la capitale du nouvel État italien de Victor-Emmanuel II, roi de Sardaigne, en lieu et place de la ville de Florence.

## La loi des Garanties
En 1871, le Parlement italien vote une « loi des Garanties », baptisée ainsi parce qu'elle était destinée à garantir les prérogatives du pape, mais aussi à établir le statut du Vatican et à régler les relations entre celui-ci et l'État italien. La loi offre au pape un territoire en pleine propriété, constitué de sanctuaires, de palais et de couvents, mais à titre résidentiel uniquement. Sont également offertes une zone franche à Ostie[réf. nécessaire], et la somme de deux milliards de lires à titre de dédommagements (cette somme sera placée par l'État italien et reversée par Mussolini à Pie XI en 1929, avec des intérêts considérables). Par cette loi, le pape Pie IX devient sujet de l'État italien, mais continue à bénéficier d'une série de privilèges.
Le pape, par l'encyclique Ubi nos, ne veut pas accepter une loi unilatérale qui va à l'encontre de son sentiment anti-démocratique et conservateur. Pour ce motif, il utilise une expression utilisée dans les Actes des Apôtres, Non possumus (« nous ne pouvons pas »). En signe de protestation, lui et ses successeurs refuseront de sortir du Vatican jusqu'à la conclusion des accords de Latran en 1929.
En 1874, Pie IX, puis Léon XIII demandèrent aux catholiques italiens de ne pas se rendre aux urnes. Avec le non expedit (« il ne convient pas »), il leur est même interdit, pendant plus de trente ans, de participer activement à la vie politique du pays.

## La lente résolution des désaccords
Les pontificats de Pie X, de Benoît XV et de Pie XI (les vingt premières années du XXe siècle) voient un renversement progressif. En fait, l'affirmation des socialistes provoque l'alliance des catholiques et des libéraux modérés de Giovanni Giolitti dans bon nombre d'élections, alliance dénommée « clérico-modérée ». L'encyclique de 1904 Il fermo proposito, est le signe de ces changements. Si, d'une certaine manière, elle maintient le non expedit, elle permet la participation aux élections dans des circonstances spéciales reconnues par les évêques, de sorte que de nombreux catholiques entrent au parlement à titre seulement personnel.
Immédiatement après la fin de la Première Guerre mondiale, les premiers contacts entre le Saint-Siège et le royaume d'Italie se mettent en place en 1919 par l'intermédiaire de Bonaventura Cerretti et du président du Conseil Vittorio Emanuele Orlando. La même année, les catholiques réintègrent la vie politique avec la fondation du Parti populaire par don Luigi Sturzo, prêtre sicilien. À la mort de Benoit XV, pour la première fois, dans toute l'Italie, les drapeaux sont mis en berne.
Lors de la montée du fascisme, l'Église parie sur les composantes conservatrices de ce mouvement et non sur les mouvements ouvriers pour retrouver sa domination. Une ouverture décisive envers l'Église se produit au lendemain de la marche sur Rome en 1922, avec l'introduction de la religion catholique dans les écoles (1923) et l'autorisation d'apposer le crucifix dans les salles. Ceci se traduit aussi par la réforme des lois ecclésiastiques entre 1923 et 1925, favorables à l'Église, et par l'élimination des syndicats catholiques. Déjà en janvier 1923, des négociations secrètes s'ouvrent par une rencontre entre Benito Mussolini et le cardinal secrétaire d'État Pietro Gasparri. Mais c'est le discours du Duce le 3 janvier de cette année-là qui marque la restauration de bons rapports entre le Vatican et le gouvernement italien.
La question romaine est définitivement résolue seulement en 1929 avec les accords du Latran, signés le 11 février par Mussolini et par le pape Pie XI représenté par Pietro Gasparri.